# Oktant
Oktant (prema lat. octans, genitiv octantis: osmi) ili reflektirajući kvadrant, je mjerni instrument koji se prvenstveno koristi u navigaciji. To je vrsta reflektirajućeg instrumenta. Instrument je danas zastario, a njime se mjerila visina Sunca i drugih jarkih nebeskih tijela nad obzorom. Djeluje na istom načelu kao i sekstant, no mehanički je izveden kao osmina kruga.

## Etimologija
Naziv oktant potječe od latinske riječi octans što znači osmina kruga, jer je luk instrumenta jedna osmina kruga.
Reflektirajući kvadrant proizlazi iz instrumenta koji koristi zrcala za reflektiranje svjetlosti do promatrača i pritom udvostručuje izmjereni kut. To omogućuje instrumentu korištenje jedne osmine kruga za mjerenje četvrtine kruga ili kvadranta.

## Podrijetlo oktanta

### Newtonov reflektirajući kvadrant
Reflektirajući kvadrant izumio je Isaac Newton oko 1699. Detaljan opis instrumenta dao je Edmondu Halleyju, ali opis nije objavljen sve do Halleyjeve smrti 1742. godine. Nije poznato zašto Halley nije objavio informaciju za života, jer je time Newtonu onemogućeno da dobije zasluge za izum koje se inače pripisuju Johnu Hadleyu i Thomasu Godfreyu.
Jednu kopiju ovog instrumenta konstruirao je Thomas Heath (izrađivač instrumenata) i možda je bila prikazana u izlogu Heathove trgovine prije nego što ju je Kraljevsko društvo objavilo 1742.
Newtonov instrument koristio je dva zrcala, ali su korištena u rasporedu nešto drugačijem od dva zrcala koja se nalaze u modernim oktantima i sekstantima. Dijagram lijevo prikazuje konfiguraciju instrumenta.
Luk od 45° instrumenta (PQ) je graduiran s 90 podjela od po pola stupnja. Svaki takav dio bio je podijeljen na 60 dijelova, a svaki dio dalje podijeljen na šestine. Zbog toga je luk u stupnjevima, minutama i šestinkama minute (10 sekundi). Stoga bi instrument mogao imati očitanja interpolirana na 5 sekundi luka. Ova finoća stupnjevanja moguća je samo zbog velike veličine instrumenta - sam teleskop za gledanje bio je dugačak 90 do 120 cm.
Teleskop za viziranje (AB), dugačak 90 do 120 cm, bio je montiran duž jedne strane instrumenta. Zrcalo horizonta bilo je fiksirano pod kutom od 45° ispred leće objektiva teleskopa (G). Ovo je zrcalo bilo dovoljno malo da promatraču omogući da vidi sliku u zrcalu s jedne strane i da vidi izravno ispred sebe s druge strane. Kazaljka (CD) držala je zrcalo indeksa (H), također pod kutom od 45° prema rubu kazaljke. Reflektirajuće strane dvaju zrcala nominalno su bile okrenute jedna prema drugoj, tako da je slika koja se vidi u prvom zrcalu reflektirana od drugog.
Kad su dva zrcala paralelna, indeks pokazuje 0°. Pogled kroz teleskop gleda izravno naprijed s jedne strane, a pogled iz zrcala G vidi istu sliku reflektiranu iz zrcala H (vidi detaljni crtež desno). Kada se poluga indeksa pomakne od nule do velike vrijednosti, ogledalo indeksa odražava sliku koja je u smjeru od izravne linije gledanja. Kako se pomak kazaljke povećava, linija pogleda za indeksno zrcalo pomiče se prema S (udesno na slici detalja). Ovo pokazuje mali nedostatak s ovim rasporedom ogledala. Zrcalo horizonta će blokirati pogled na indeksno zrcalo pod kutovima koji se približavaju 90°.
Duljina vizirajućeg teleskopa čini se izvanrednom, s obzirom na malu veličinu teleskopa na modernim instrumentima. Ovo je vjerojatno bio Newtonov izbor načina za smanjenje kromatskih aberacija. Teleskopi s kratkom žarišnom duljinom, prije razvoja akromatskih leća, proizvodili su neugodan stupanj aberacije, toliki da je mogao utjecati na percepciju položaja zvijezde. Rješenje su bile velike žarišne duljine, a ovaj bi teleskop vjerojatno imao i objektiv s velikom žarišnom duljinom i okular s velikom žarišnom duljinom. To bi smanjilo aberacije bez pretjeranog povećanja.

### Izumitelji oktanta
Dva su čovjeka neovisno razvila oktant oko 1730.: John Hadley (1682–1744), engleski matematičar, i Thomas Godfrey (1704–1749), staklar u Philadelphiji. Iako oboje imaju legitimno i jednako pravo na izum, Hadley općenito dobiva veći udio zasluga. Ovo odražava središnju ulogu koju su London i Kraljevsko društvo igrali u povijesti znanstvenih instrumenata u osamnaestom stoljeću.
Dvojica drugih koji su stvorili oktant tijekom ovog razdoblja bili su Caleb Smith, engleski broker osiguranja s jakim interesom za astronomiju (1734.) i Jean-Paul Fouchy, profesor matematike i astronom u Francuskoj (1732.).

### Hadleyjeve verzije
Hadley je napravio dvije verzije reflektirajućeg kvadranta. Samo je druga dobro poznata i poznati je oktant.

#### Hadleyjev reflektirajući kvadrant
Hadleyev prvi reflektirajući kvadrant bio je jednostavan uređaj s okvirom koji obuhvaća luk od 45°. Na slici lijevo, iz Hadleyjeva članka u Philosophical Transactions of the Royal Society, možete vidjeti prirodu njegova dizajna. Mali nišanski teleskop bio je montiran na okviru s jedne strane. Jedno veliko indeksno zrcalo bilo je montirano na točki rotacije kazaljke. Drugo, manje zrcalo horizonta bilo je postavljeno na okvir u liniji gledanja teleskopa. Zrcalo horizonta omogućuje promatraču da vidi sliku indeksnog zrcala u jednoj polovici pogleda i da vidi udaljeni objekt u drugoj polovici. Sjenilo je postavljeno na vrhu instrumenta kako bi se omogućilo promatranje svijetlog objekta. Sjenilo se okreće kako bi se maknulo s puta za promatranje zvijezda.
Promatrajući kroz teleskop, navigator bi vidio jedan objekt točno ispred sebe. Drugi objekt bi se vidio odrazom u zrcalu horizonta. Svjetlo u zrcalu horizonta reflektira se od zrcala indeksa. Pomicanjem kazaljke, indeksno zrcalo može otkriti bilo koji objekt do 90° od izravne linije gledanja. Kada su oba objekta u istom prikazu, njihovo poravnanje omogućuje navigatoru da izmjeri kutnu udaljenost između njih.
Vrlo je malo originalnih dizajna reflektirajućih kvadranata ikada proizvedeno. Jedan, koji je konstruirao Baradelle, nalazi se u zbirci Musée de la Marine u Parizu.

#### Hadleyjev oktant
Hadleyjev drugi dizajn imao je oblik poznat modernim navigatorima. Slika s desne strane, također preuzeta iz njegove publikacije Royal Society prikazuje detalje.
Na kazaljku je stavio ogledalo. Dodana su dva zrcala horizonta. Gornje zrcalo, u liniji teleskopa za gledanje, bilo je dovoljno malo da omogući teleskopu da vidi izravno ispred sebe, kao i da vidi reflektirani pogled. Reflektirani pogled je bio od svjetla iz indeksnog zrcala. Kao i u prethodnom instrumentu, raspored zrcala je omogućio promatraču da istovremeno vidi objekt ravno ispred sebe i jedan reflektiran u indeksnom zrcalu, zatim u zrcalu horizonta i zatim u teleskop. Pomicanje kazaljke omogućilo je navigatoru da vidi bilo koji objekt unutar 90° od izravnog pogleda.
Značajna razlika s ovim dizajnom bila je u tome što su zrcala omogućila da se instrument drži okomito, a ne vodoravno, te je omogućila više prostora za konfiguriranje zrcala bez međusobnih smetnji.
Drugo ogledalo horizonta bilo je zanimljiva inovacija. Teleskop se mogao ukloniti i ponovno montirati tako da teleskop gleda drugo zrcalo horizonta sa suprotne strane okvira. Postavljanjem dva zrcala horizonta pod pravim kutom jedno prema drugom i dopuštanjem pomicanja teleskopa, navigator je mogao mjeriti kutove od 0 do 90° s jednim zrcalom horizonta i od 90° do 180° s drugim. To je instrument učinilo vrlo svestranim. Iz nepoznatih razloga ova značajka nije implementirana na oktante u općoj upotrebi.
Uspoređujući ovaj instrument s fotografijom tipičnog oktanta na vrhu članka, može se vidjeti da su jedine značajne razlike u modernijem dizajnu:
- Položaj zrcala horizonta i teleskopa ili nišanske igle je niže.
- Unutarnje ukrućenje okvira je središnje i robusnije.
- Položaj sjenila za indeksno zrcalo je na putanji između indeksnog i horizontskog zrcala, a ne na vrhu instrumenta.
- Koriste se više nijansi kako bi se omogućile različite razine sjenčanja.
- Na zrcalu horizonta nalaze se odvojena sjenila za promatranje niskog položaja sunca s vrlo svijetlim horizontom.
- Drugo zrcalo horizonta i prateća pomična ručica (alhidada ili gledača) nisu dani.

### Smithov astroskop
Caleb Smith, engleski osiguravajući posrednik s velikim interesom za astronomiju, stvorio je oktant 1734. godine. Nazvao ga je astroskop ili morski kvadrant. Koristio je fiksnu prizmu uz indeksno zrcalo kako bi osigurao reflektirajuće elemente. Prizme su imale prednosti u odnosu na zrcala u doba kada su polirana metalna zrcala s spekulumom bila inferiorna, a i posrebrivanje zrcala i proizvodnja stakla s ravnim, paralelnim površinama bili su teški.
Na crtežu lijevo, element horizonta (B) može biti ogledalo ili prizma. Na kazaljci, ogledalo indeksa (A) se okretalo zajedno s krakom. Na okvir (C) je montiran nišanski teleskop. Indeks nije koristio nonijus (mikrometarski bubnjić) ili neki drugi uređaj na ljestvici (D). Smith je kazaljku instrumenta nazvao oznakom, u maniri Eltona za njegov mornarski kvadrant.
Različiti dizajnerski elementi Smithovog instrumenta učinili su ga inferiornim u odnosu na Hadleyev oktant i nije se značajno koristio. Na primjer, jedan problem s astroskopom bio je taj kut promatračeve linije gledanja. Gledajući prema dolje, imao je veće poteškoće u promatranju od orijentacije s glavom u normalnoj orijentaciji.

## Prednosti oktanta
Oktant je pružao brojne prednosti u odnosu na prethodne instrumente.
Prizor je bilo lako uskladiti jer se čini da se horizont i zvijezda kreću zajedno dok se brod naginje i kotrlja. To je također stvorilo situaciju u kojoj je pogreška u promatranju manje ovisila o promatraču, jer je on mogao izravno vidjeti oba objekta odjednom.
Korištenjem proizvodnih tehnika dostupnih u 18. stoljeću, instrumenti su mogli vrlo precizno očitavati. Veličina instrumenata je smanjena bez gubitka točnosti. Oktant može biti upola manji od Davisovog kvadranta bez povećanja pogreške.
Koristeći sjenila preko svjetlosnih staza, moglo se izravno promatrati sunce, dok je pomicanje sjenila izvan svjetlosne staze omogućilo navigatoru promatranje slabih zvijezda. To je učinilo instrument upotrebljivim i noću i danju.
Do 1780. oktant i sekstant gotovo su potpuno istisnuli sve dotadašnje navigacijske instrumente.

## Proizvodnja oktanta
Rani oktanti bili su konstruirani uglavnom od drva, dok su kasnije inačice uključivale komponente od slonovače i mjedi. Najranija zrcala bila su od poliranog metala, budući da je tehnologija proizvodnje zrcala od posrebrenog stakla s ravnim, paralelnim površinama bila ograničena. Kako su se tehnike poliranja stakla poboljšavale, počela su se proizvoditi staklena ogledala. Ovi su koristili premaze od amalgama kositra koji sadrži živu; premazi od srebra ili aluminija nisu bili dostupni sve do 19. stoljeća. Loša optička kvaliteta ranih uglačanih metalnih ogledala značila je da teleskopski ciljnici nisu bili praktični. Iz tog razloga, većina ranih oktanata koristila je jednostavnu iglu za gledanje golim okom.
Rani oktant zadržao je neke od značajki uobičajenih za leđni štap, kao što su transverzale na ljestvici. Međutim, kao što je ugravirano, pokazalo se da instrument ima prividnu točnost od samo dvije lučne minute, dok se činilo da je stražnja kosta točna do jedne minute. Korištenje nonijusne ljestvice omogućilo je očitavanje ljestvice na jednu minutu, što je poboljšalo tržišnu sposobnost instrumenta. To i jednostavnost izrade nonijusa u usporedbi s transverzalima doveli su do usvajanja nonijusa na oktantima koji su proizvedeni kasnije u 18. stoljeću.
Oktanti su se proizvodili u velikom broju. U drvu i slonovači, njihova relativno niska cijena u usporedbi sa sekstantom od mjedi učinila ih je popularnim instrumentom. Dizajn je standardiziran s mnogim proizvođačima koji koriste identičan stil okvira i komponente. Različite trgovine mogle bi izraditi različite komponente, s drvoprerađivačima specijaliziranim za okvire, a drugima za dijelove od mesinga. Na primjer, Spencer, Browning and Rust, proizvođač znanstvenih instrumenata u Engleskoj od 1787. do 1840. (poslije 1840. djelovao je kao Spencer, Browning and Co. ) koristio je Ramsdenov razdjelni stroj za proizvodnju stupnjevanih ljestvica od bjelokosti. Drugi su ih naširoko koristili, a inicijali SBR mogli su se naći na oktantima mnogih drugih proizvođača.
Primjeri ovih vrlo sličnih oktanata nalaze se na fotografijama u ovom članku. Slika na vrhu je u biti isti instrument kao onaj na fotografijama detalja. Međutim, oni su od dva različita proizvođača instrumenata - gornji je s oznakom Crichton - London, prodao J Berry Aberdeen dok su detaljne slike instrumenta tvrtke Spencer, Browning & Co. London. Jedina očita razlika je prisutnost nijansi horizonta na Crichtonovom oktantu kojih nema na drugom.
Ovi oktanti bili su dostupni s mnogo opcija. Osnovni oktant s stupnjevanjem izravno na drvenom okviru bio je najjeftiniji. Oni su odbacili teleskopski nišan, umjesto njega koristili su nišansku iglu s jednom ili dvije rupe. Vage od bjelokosti povećale bi cijenu, kao i upotreba mjedene kazaljke ili nonijusa.

## Propast oktanta
Godine 1767. prvo izdanje Nautičkog almanaha tablično prikazuje mjesečeve udaljenosti, omogućujući navigatorima da pronađu trenutno vrijeme iz kuta između Sunca i Mjeseca. Taj je kut ponekad veći od 90°, pa ga nije moguće mjeriti oktantom. Iz tog razloga, admiral John Campbell, koji je provodio pokuse na brodu s metodom lunarne udaljenosti, predložio je veći instrument i razvijen je sekstant.
Od tog vremena nadalje, sekstant je bio instrument koji je doživio značajan razvoj i poboljšanja i bio je instrument izbora pomorskih navigatora. Oktant se nastavio proizvoditi iu 19. stoljeću, iako je općenito bio manje precizan i jeftiniji instrument. Niža cijena oktanta, uključujući i verzije bez teleskopa, učinila ga je praktičnim instrumentom za brodove trgovačke i ribarske flote.
Jedna uobičajena praksa među navigatorima do kraja devetnaestog stoljeća bila je upotreba i sekstanta i oktanta. Sekstant je korišten s velikom pažnjom i to samo za lunare, dok se oktant koristio za rutinska meridijalna mjerenja nadmorske visine sunca svaki dan. Ovo je zaštitilo vrlo precizan i skuplji sekstant, dok je koristilo pristupačniji oktant gdje je imao dobre rezultate.

## Upotreba i prilagodba
Korištenje i podešavanje oktanta u osnovi je identično navigatorskom sekstantu.

## Ostali reflektirajući instrumenti
Hadleyjev nije bio prvi reflektirajući kvadrant. Robert Hooke izumio je reflektirajući kvadrant 1684. i pisao o konceptu već 1666. Hookeov je bio instrument s jednom refleksijom. Druge oktante razvili su Jean-Paul Fouchy i Caleb Smith početkom 1730-ih, međutim, oni nisu postali značajni u povijesti navigacijskih instrumenata.

## Vanjske poveznice
|  | Zajednički poslužitelj ima još gradiva o temi Oktant |